# 미하라 준코

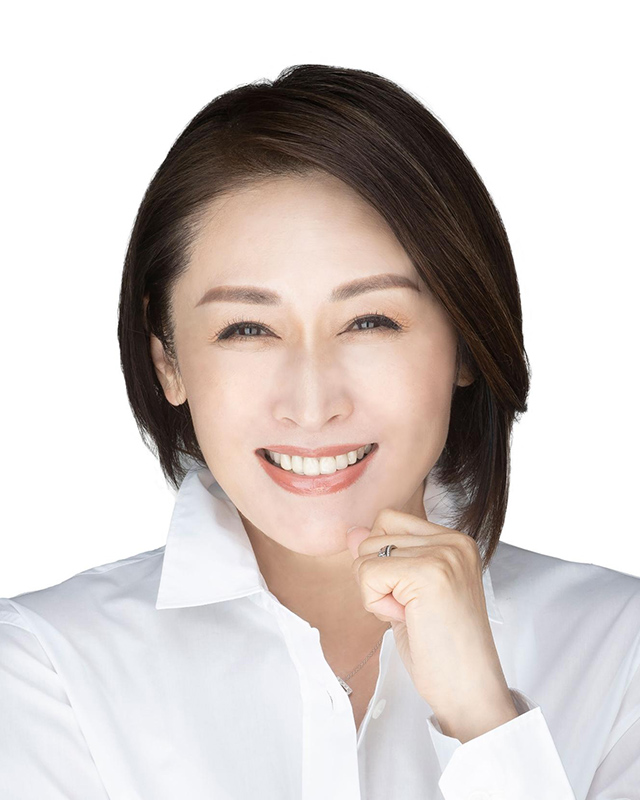

미하라 준코(일본어: 三原じゅん子, 1964년 9월 13일 ~ )는 일본의 탤런트 출신 정치인이다. 본명은 2016년 재혼 이래로 나카네 준코(中根順子)이며 혼전 본성이 미하라(三原)이다.

## 생애
1964년 도쿄에서 태어났으며 아역배우로 데뷔한 이후 배우, 가수 등으로 활동하다 1987년부터는 카 레이싱에 입문하여 1999년까지 레이싱 드라이버로 활동했다. 자궁경부암 투병을 계기로 의료에 관심을 가져 2010년 3월부터 간호 시설 경영에 나섰다.
2010년 4월 8일 기자회견에서 제22회 일본 참의원 의원 통상선거에 자유민주당 소속의 비례대표로 출마한다고 발표했다. 해당 선거에서 당내 5위로 당선되어 참의원 의원이 되었고, 2016년과 2022년 선거에서 연속으로 재선되었다. 2024년 10월 1일 발족한 제1차 이시바 내각에서 내각부 특명담당대신으로 첫 입각했다.